# Galliano, Louisiana
Galliano är en ort i Lafourche Parish i delstaten Louisiana, USA.